# When I'm Gone (Marija Sur)
When I'm Gone è un singolo della cantante ucraina Marija Sur, pubblicato il 2 marzo 2024 su etichetta discografica Warner Music Sweden.

## Descrizione
Con When I'm Gone la cantante ha preso parte a Melodifestivalen 2024, la competizione canora svedese utilizzata come processo di selezione per l'Eurovision Song Contest. Essendo risultata la seconda più votata dal pubblico fra i sei partecipanti alla sua semifinale, ha avuto accesso diretto alla finale, dove si è piazzato al 7º posto su 12 partecipanti con 72 punti totalizzati.

## Tracce
Testi e musiche di Anderz Wrethov, Jimmy "Joker" Thörnfeldt, Julie "Kill J" Aagaard e Marija Sur.
1. When I'm Gone – 3:05

## Classifiche
| Classifica (2024) | Posizione massima |
| ----------------- | ----------------- |
| Svezia            | 12                |